# Scuola storica (letteratura)
Nella critica letteraria italiana, per scuola storica si intende quella scuola di pensiero finalizzata a decifrare il testo non nella sua interpretazione spirituale, quanto invece indagarne le caratteristiche come se fosse un documento storico qualunque, concentrandosi quindi su analisi di documenti d'archivio e l'uso rigoroso dell'arte filologica.

## Storia

### Le origini
La Scuola Storica nacque in opposizione alla retoricità e al sentimentalismo che pervadevano lo spirito del critico napoletano Francesco de Sanctis. Nel 1866 uscì, a tal proposito, l'articolo Filosofia positiva e il metodo storico (apparso sulla rivista «il Politecnico») di Pasquale Villari, nel quale si esaltavano i valori del positivismo e della scienza. Oltre all'avversione nei confronti della metodologia desanctiana, il mondo accademico italiano spinse in tale direzione la propria indagine in funzione antitedesca. L'Impero Tedesco, nato nel 1870 dopo la vittoriosa guerra franco-prussiana, aveva alle sue basi una folta schiera di studiosi tendenti a dimostrare la superiorità della cultura tedesca sulle altre europee.  

### L'apogeo: l'Italia umbertina
La Scuola storica trovò un campo fertile nell'Italia centro-settentrionale, in quanto l'insegnamento di De Sanctis aveva gettato semi fecondi nel meridione. I centri propulsori di tale orientamento critico-filologico, infatti, furono:
- Bologna. Giosué Carducci, nella sua attività di rivitalizzazione dell'antica cultura classica, si impegnò in un'estenuante ricerca di testi finalizzati a delucidare le radici storiche e culturali della letteratura italiana medievale e di quella più recente (importanti furono gli studi sulle Rime di Dante e su Foscolo)[4].
- Torino. Vi operano Rodolfo Renier, Arturo Graf e Francesco Novati, fondatori del «Giornale storico della letteratura italiana» (1883)[4].
- Milano. Graziadio Isaia Ascoli getta le basi dello studio della glottologia-
- Firenze. Pio Rajna scoprì nel 1876 le fonti dell'Orlando Furioso, diventando poi il suo campo di studi principale. Michele Barbi, nel 1888, fonderà la Società Dantesca, che emanerà annualmente poi “il bullettino degli studi danteschi”, finalizzato a diffondere la figura di Dante nel mondo.

### La fine
La scuola storica finisce con la fine della prima guerra mondiale, in quanto quest'ultima, portatrice di una devastazione mai vista prima nella storia dell'umanità, pone fine all'ottimismo positivista. Inoltre, a contribuire a porre fine a tale indirizzo critico fu la figura e l'opera di Benedetto Croce, che col suo neoidealismo soppiantò la ricerca erudita a favore di una visione più filosofica della letteratura: quest'ultima poteva essere compresa sì indagando l'ambiente in cui una determinata opera è stata realizzata, ma non la finalità, il messaggio spirituale che l'artista vuole consegnare ai posteri.

## Metodologia
La scuola storica (chiamata anche accademica perché nata e cresciuta poi nelle sedi universitarie del neonato Regno d’Italia) si prefiggeva di consultare e di guardare al testo letterario come un documento scientifico da analizzare con un metodo rigoroso e chiaro. L'opera letteraria è espressione di una determinata epoca storica (in particolar modo, la scuola storica indagò il Medioevo e la cultura popolare), e deve essere pertanto analizzata nella sua espressione linguistica (filologia), storica (erudizione storiografica), stilistica ed etimologica.